# جون هنري سميث
جون هنري سميث (بالإنجليزية: John Henry Smith)‏ هو سياسي أمريكي، ولد في 18 سبتمبر 1848، وتوفي في 13 أكتوبر 1911 في سولت ليك في الولايات المتحدة.

## معرض صور

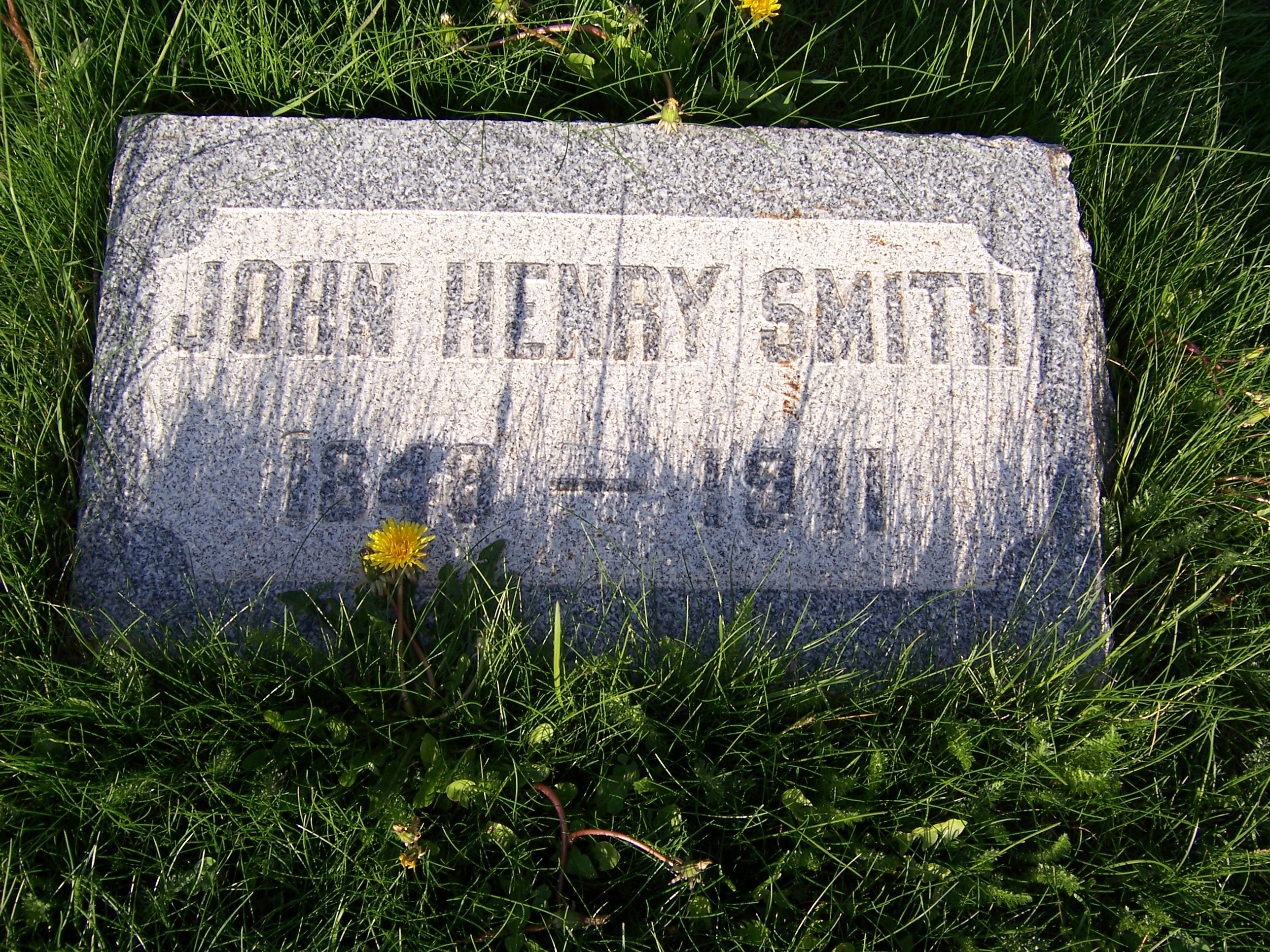
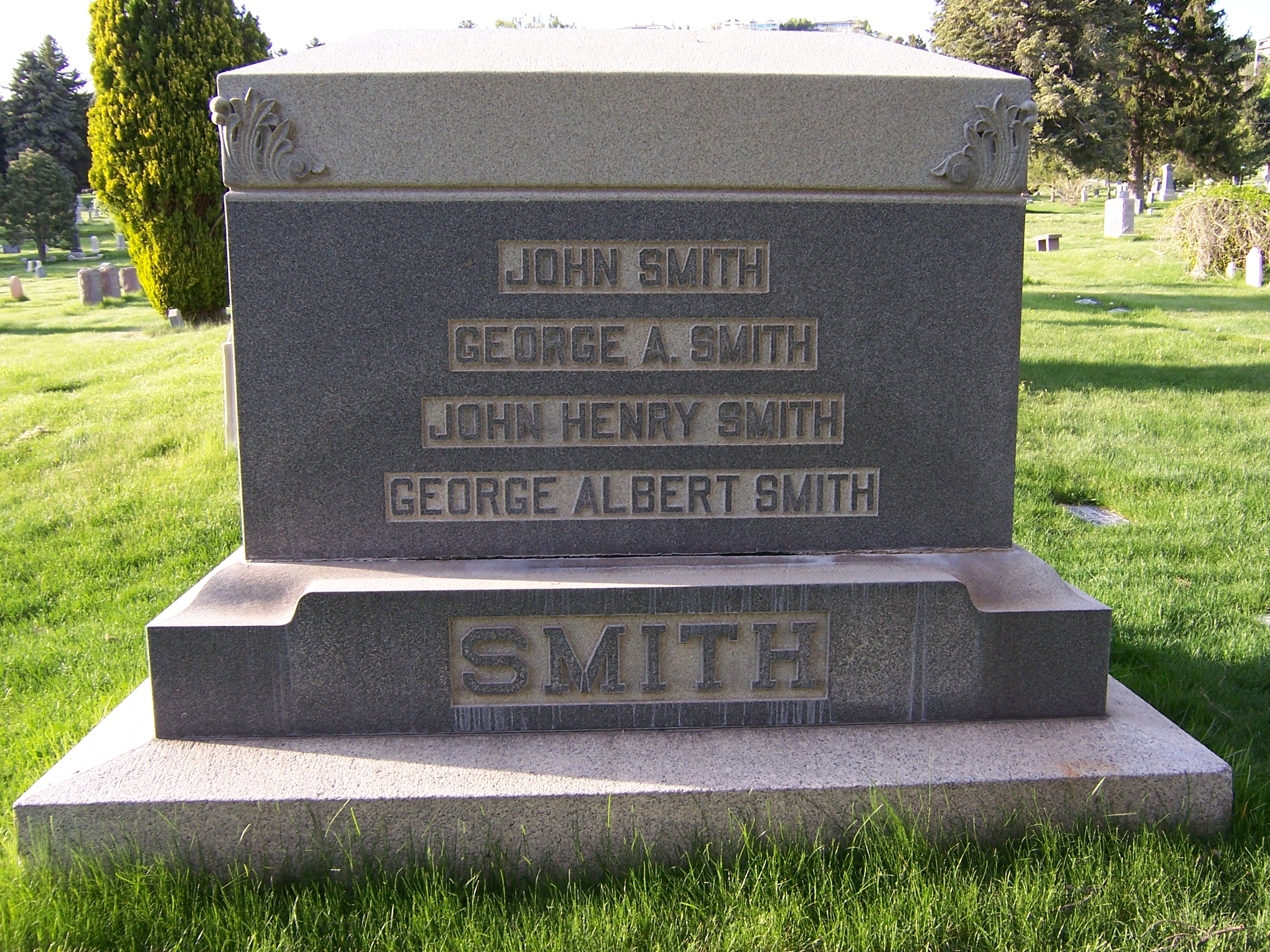
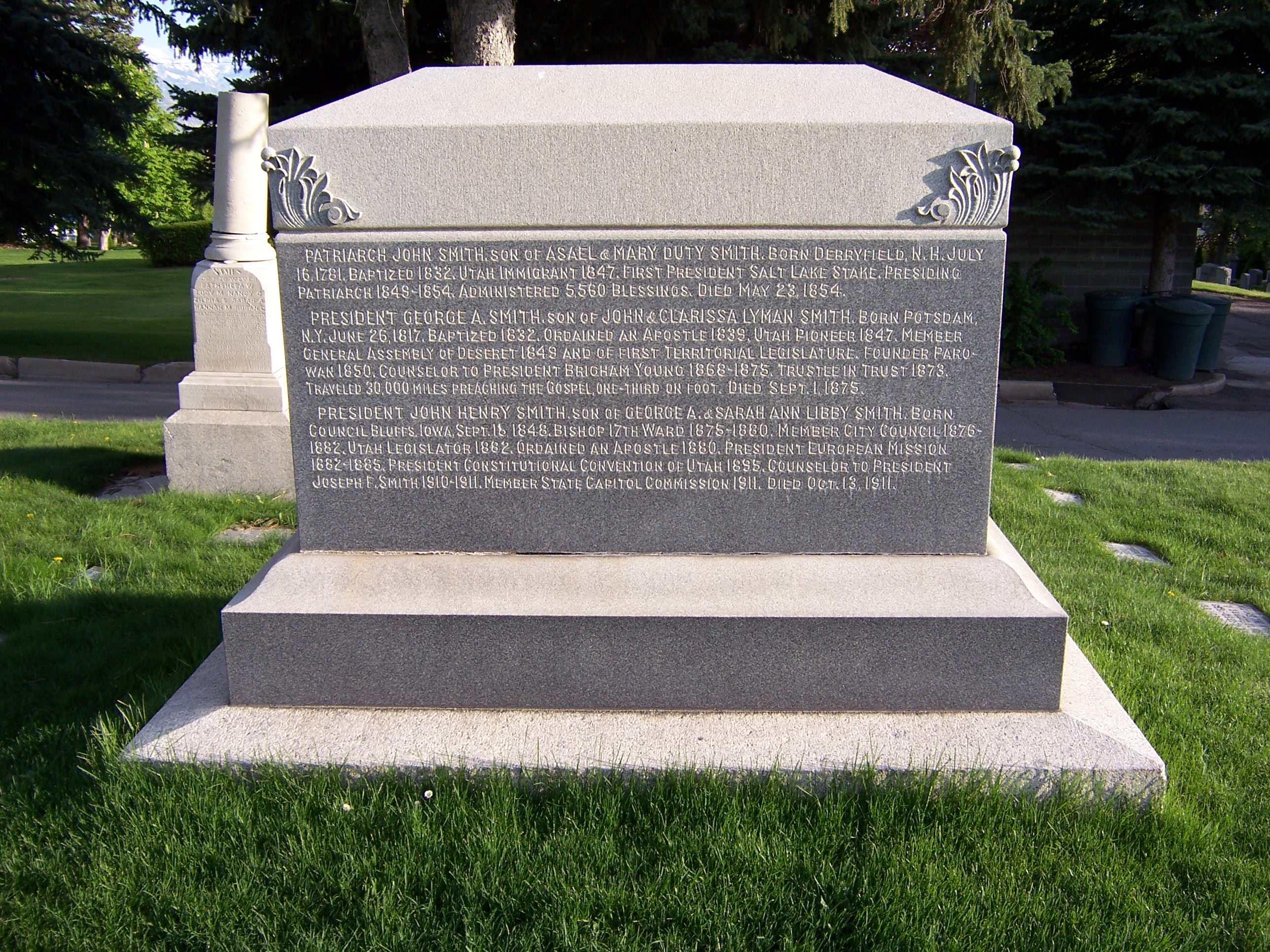